# Andermatt
Andermatt («an der Matte, an der Wiese», rätoromanisch Urseraⓘ) ist eine Einwohnergemeinde in der Talschaft Ursern im Süden des Schweizer Kantons Uri.

## Geographie
Andermatt ist Hauptort des Urserentals und liegt an der Reuss. Die Gemeinde reicht bis hinauf zum Oberalppass, der die Kantonsgrenze zu Graubünden bildet.
Nur 2 % der Gemeinde ist Siedlungsfläche. Bedeutender ist die Landwirtschaftsfläche mit einem Anteil von 41 %. Darunter befinden sich zahlreiche Alpgebiete. Wegen seiner hohen Lage sind nur 5,5 % des Gemeindeareals von Wald und Gehölz bedeckt. Unproduktives Gebiet (Gewässer und Gebirge) bedecken mit 52 % mehr als die Hälfte des Gemeindegebiets.
Andermatt grenzt im Westen an Hospental, im Norden an Göschenen und Gurtnellen, im Osten an die Bündner Gemeinde Tujetsch und im Süden an die Tessiner Gemeinde Airolo. Auf dem Gipfel des Piz Alv findet sich ein Dreikantonseck zu den Kantonen Graubünden und Tessin ().

### Klimatabelle
|                        | Jan  | Feb  | Mär  | Apr  | Mai  | Jun  | Jul  | Aug  | Sep  | Okt  | Nov  | Dez  |   |       |
| Mittl. Temperatur (°C) | −4,7 | −4,0 | −0,4 | 3,2  | 7,9  | 10,9 | 13,1 | 12,8 | 9,5  | 6,0  | 0,0  | −3,5 | ⌀ | 4,3   |
|                        |      |      |      |      |      |      |      |      |      |      |      |      |   |       |
| Niederschlag (mm)      | 121  | 115  | 122  | 125  | 146  | 132  | 126  | 132  | 148  | 124  | 144  | 116  | Σ | 1551  |
|                        |      |      |      |      |      |      |      |      |      |      |      |      |   |       |
| Regentage (d)          | 11,9 | 11,0 | 13,4 | 13,1 | 13,7 | 13,4 | 12,6 | 12,4 | 10,6 | 10,5 | 11,8 | 12,2 | Σ | 146,6 |
|                        |      |      |      |      |      |      |      |      |      |      |      |      |   |       |
| Luftfeuchtigkeit (%)   | 76   | 75   | 75   | 74   | 73   | 75   | 75   | 76   | 77   | 74   | 77   | 77   | ⌀ | 75,3  |

|  |

|  |

|  |

|  |

|  |

|  |

|  |

|  |

|  |

|  |

|  |

|  |

|  |

|  |

|  |

|  |

|  |

|  |

|  |

|  |

|  |

|  |

|  |

|  |

## Geschichte
Eine steinerne Pfeilspitze (um 4000 v. Chr.) und einige römische Münzen (300 v. Chr.) sind die spärlichen Zeugen aus der Frühgeschichte des alpinen Längstales. 1203 wurde Andermatt erstmals urkundlich erwähnt. Walser aus dem früheren germanischen Stammesverbund der Alemannen gründeten im Urserntal Kolonien, so auch in Andermatt (‚an der Matte‘). Bereits seit dem Jahre 800 hatte das Benediktinerkloster Disentis hier Grundrechte, diese wurden erst 1649 abgelöst. In den Jahren 1818 bis 1830 wurde der Gotthardpass fahrbar gemacht, später der Oberalp- und der Furkapass. Andermatt lebte als Handels-, Ferien- und Kurort auf. Die Eröffnung des Gotthard-Eisenbahntunnels 1882 war dann allerdings ein «wirtschaftlicher Tiefschlag» für den Ort. Seit 1885 ist Andermatt Waffenplatz. In den Jahren 1920 und 1946 wurden von der Bevölkerung Stausee-Projekte erfolgreich bekämpft: das ganze Hochtal sollte in einen einzigen Stausee verwandelt werden.

### Lawinen
Andermatt ist trotz eines Schutzwaldes ein stark lawinengefährdeter Ort. Im Lawinenwinter 1951 starben in mehreren Grosslawinen über ein Dutzend Menschen.

## Bevölkerung

### Bevölkerungsentwicklung
Die Einwohnerzahl schwankte 1850 bis 1888 zwischen 657 und 746 Personen. Anschliessend verdoppelte sie sich bis 1941 mit einer Wachstumspause zwischen 1910 und 1920. Nach einem Rückgang in den 1940er-Jahren wuchs sie in den 1950er-Jahren kräftig und erreichte 1970 den Rekordwert von 1589 Bewohnern. Zwischen 1970 und 2000 verlor Andermatt 20 % der Einwohner. Seither hat sich die Lage stabilisiert. Die Hauptgeschlechter von Andermatt lauten: Christen, Danioth, Jörg, Meyer, Müller, Nager, Regli, Renner, Russi, Schmid, Simmen und Zopp.
| Jahr      | 1799 | 1850 | 1888 | 1900 | 1910 | 1920 | 1941 | 1950 | 1970 | 1980 | 1990 | 2000 | 2005 | 2010 | 2012 | 2014 | 2016 | 2022 |
| --------- | ---- | ---- | ---- | ---- | ---- | ---- | ---- | ---- | ---- | ---- | ---- | ---- | ---- | ---- | ---- | ---- | ---- | ---- |
| Einwohner | 605  | 677  | 712  | 818  | 993  | 986  | 1496 | 1231 | 1589 | 1545 | 1404 | 1282 | 1264 | 1304 | 1320 | 1408 | 1355 | 1538 |

Andermatt war 2018 mit 96 neu gebauten Wohnungen pro 1000 Einwohner an der Spitze aller Schweizer Gemeinden.

### Sprachen
Die Bevölkerung spricht eine höchstalemannische Mundart. Fast die gesamte Einwohnerschaft spricht als tägliche Umgangssprache schweizerdeutsch. Bei der letzten Volkszählung im Jahr 2000 gaben 95,24 % Deutsch, 1,01 % Portugiesisch und 0,86 % Italienisch als Hauptsprache an.

### Religionen – Konfessionen
Die Bevölkerung war früher vollumfänglich Mitglied der römisch-katholischen Kirche. Die Konfessionsverhältnisse im Jahr 2000 lassen immer noch die ursprüngliche Struktur erkennen. 1105 Personen waren katholisch (86,19 %). Daneben gab es 10,14 % evangelisch-reformierte Christen und 2,73 % Konfessionslose. 5 Personen (0,39 %) machten keine Angaben zu ihrem Glaubensbekenntnis.

### Herkunft – Nationalität
Von den 1264 Bewohnern waren Ende 2005 1167 (92,33 %) Schweizer Staatsangehörige. Die Zugewanderten stammen aus Mitteleuropa (Deutschland und Österreich), Südeuropa (Portugal, Italien und Spanien) und dem ehemaligen Jugoslawien (Serbien-Montenegro und Kroatien). Bei der Volkszählung 2000 waren 1220 Personen (95,16 %) Schweizer Bürger; davon besassen 59 Personen die doppelte Staatsbürgerschaft.

### Altersstruktur

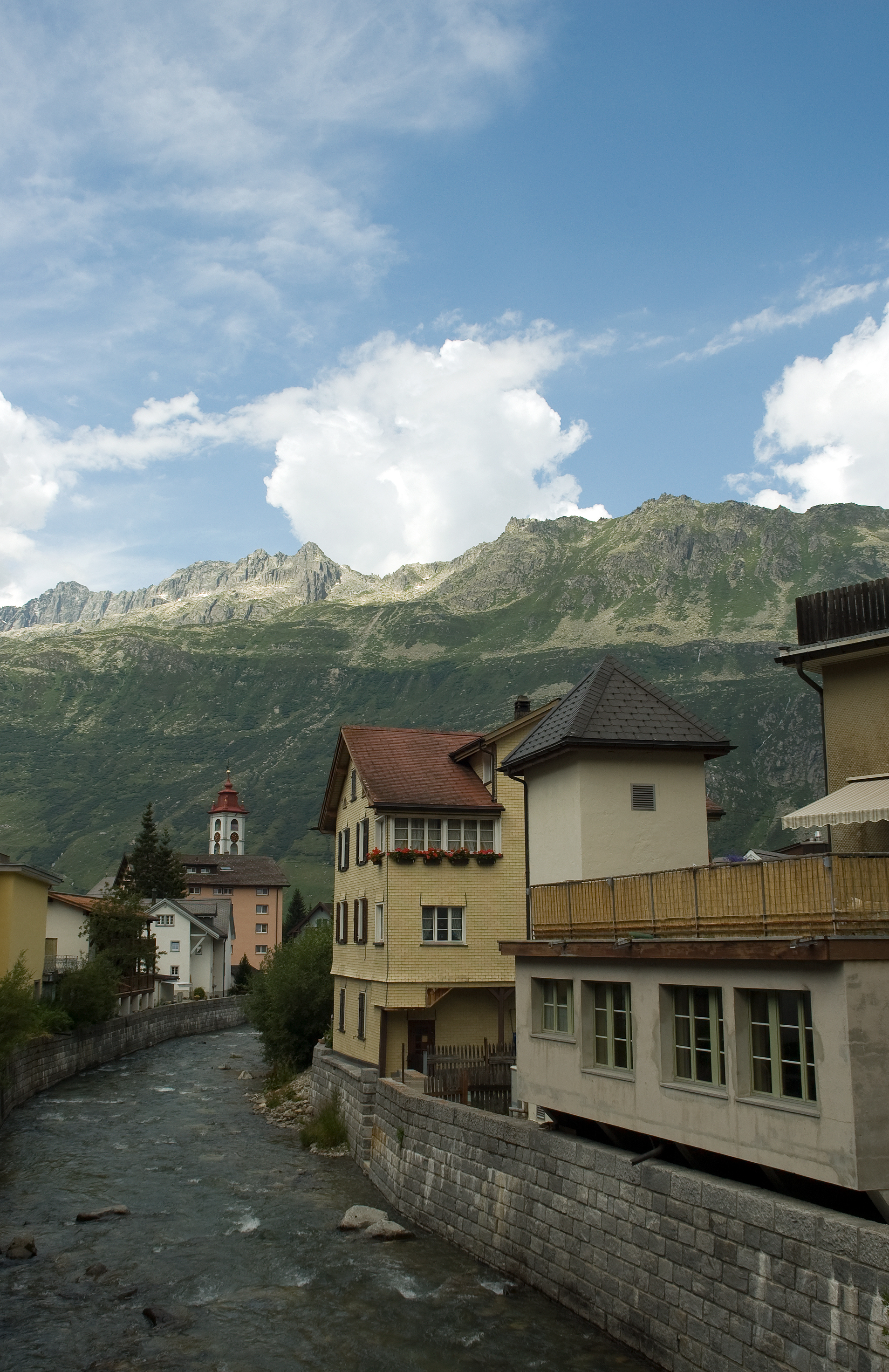
Andermatt

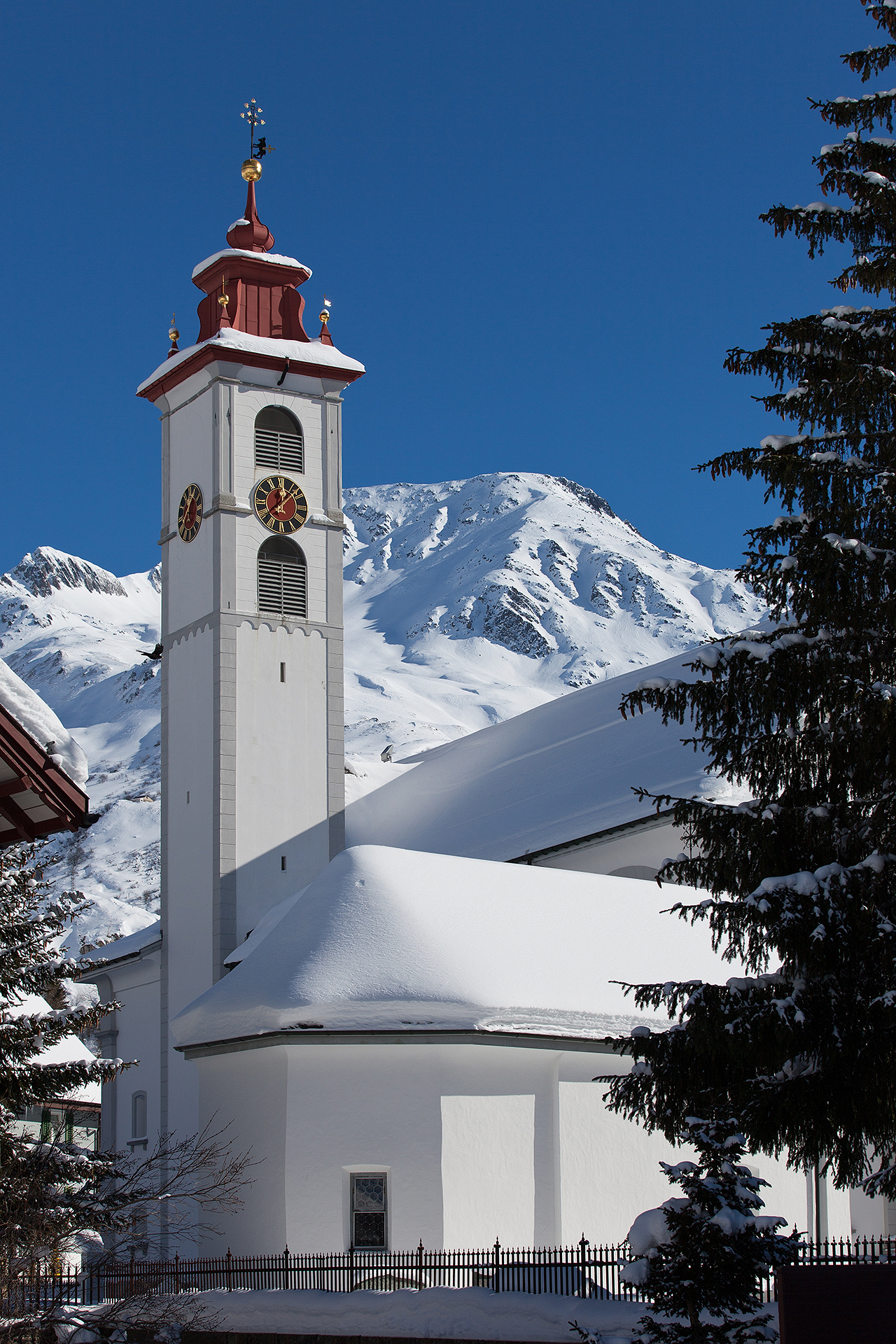
Pfarrkirche St. Peter und Paul

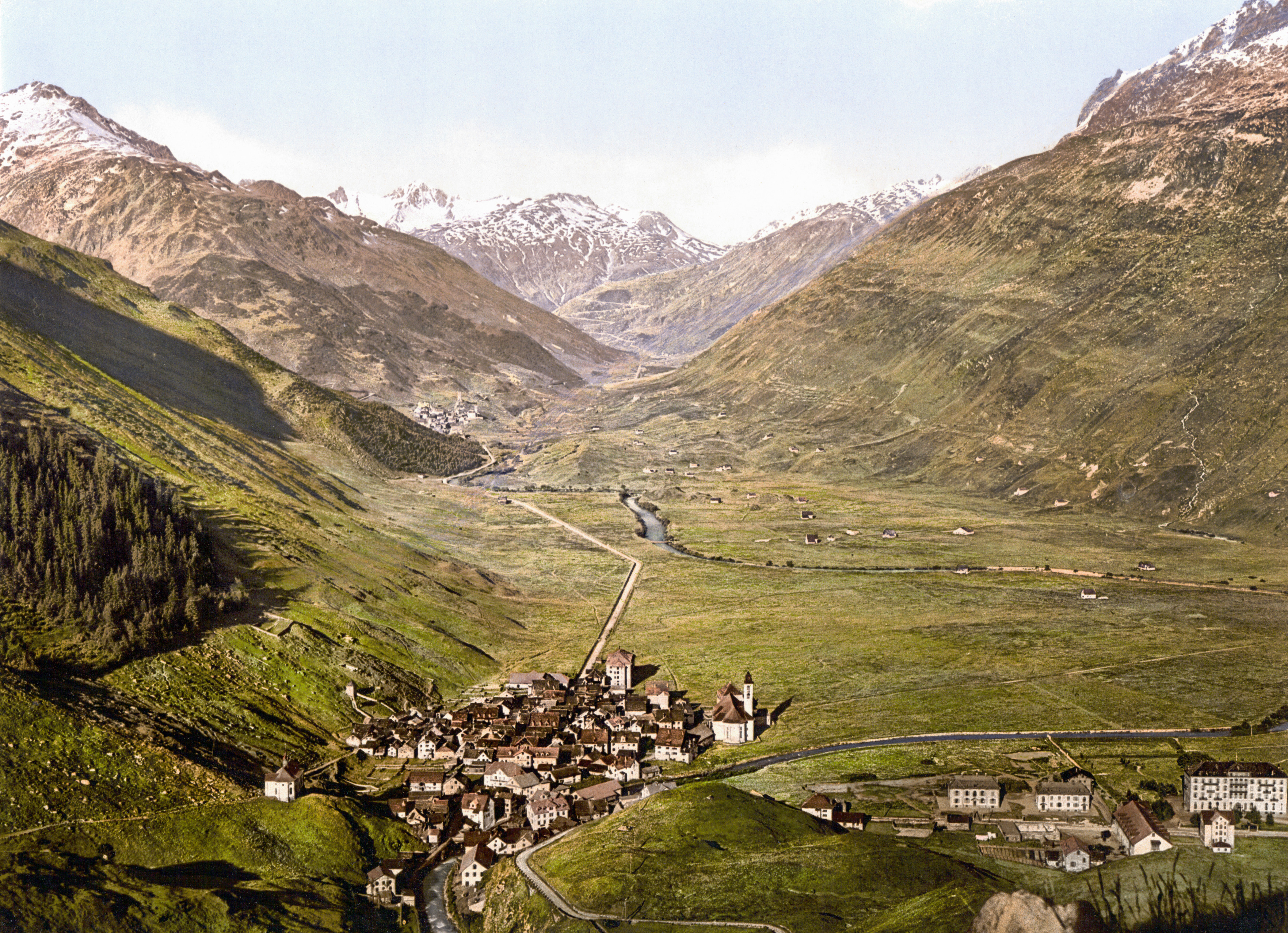
Andermatt 1900

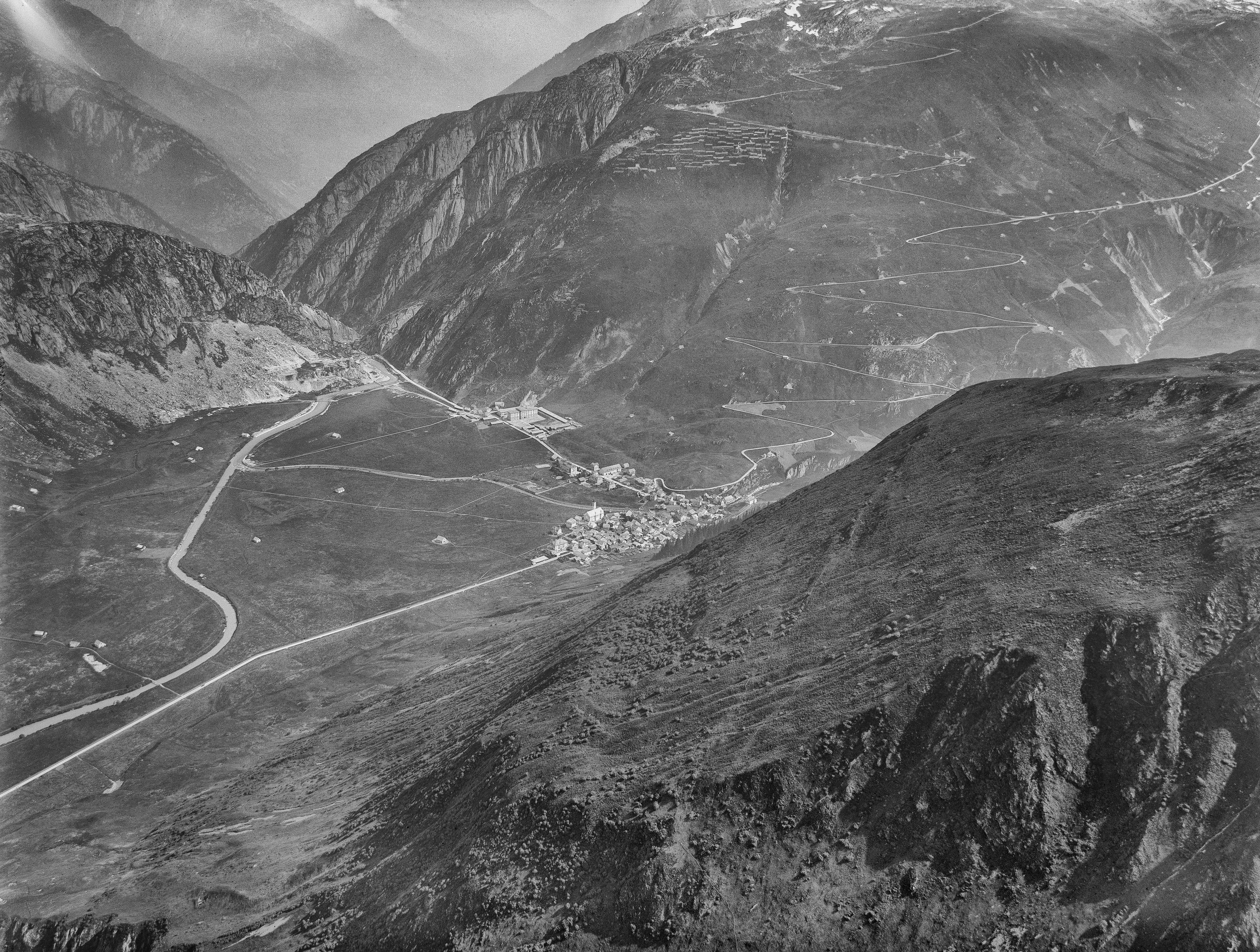
Andermatt auf einer Aufnahme von Eduard Spelterini, undatiert, um 1903

Historisches Luftbild von Walter Mittelholzer von 1931

Die Gemeinde zählt einen hohen Anteil an älteren Leuten. Während der Anteil der Personen unter zwanzig Jahren nur 21,44 % der Ortsbevölkerung ausmacht, sind 25 % Senioren (60 Jahre und älter). Dies ist eine Folge der Abwanderung von jungen Leuten ins Unterland im Zeitraum von 1970 bis 2000.
Bei der letzten Volkszählung im Jahr 2000 ergab sich folgende Altersstruktur:
| Alter  | 0–6 Jahre | 7–15 Jahre | 16–19 Jahre | 20–29 Jahre | 30–44 Jahre | 45–59 Jahre | 60–79 Jahre | 80 Jahre und älter |
| ------ | --------- | ---------- | ----------- | ----------- | ----------- | ----------- | ----------- | ------------------ |
| Anzahl | 93        | 149        | 33          | 115         | 312         | 259         | 259         | 62                 |
| Anteil | 7,25 %    | 11,62 %    | 2,57 %      | 8,97 %      | 24,34 %     | 20,20 %     | 20,20 %     | 4,84 %             |

### Söhne und Töchter der Gemeinde
- Isidor Meyer (1860–1944), Politiker, Gemeindepräsident, Landrat, Landammann und Ständerat
- Adolf Schaedler (1893–1983), Flugpionier, Flugzeugkonstrukteur und Ingenieur
- Karl Gamma (1927–2021), Skirennfahrer und Sportfunktionär
- Bernhard Russi (* 1948), Skirennfahrer
- Aline Danioth (* 1998), Skirennfahrerin

## Politik

### Legislative
Die Gemeindeversammlung bildet die Legislative. Sie tritt meistens zweimal jährlich zusammen.

### Exekutive
Der fünfköpfige Gemeinderat bildet die Exekutive. Er ist nebenamtlich tätig. Gemeindepräsident ist seit 2021  Peter Baumann (FDP).

## Korporation

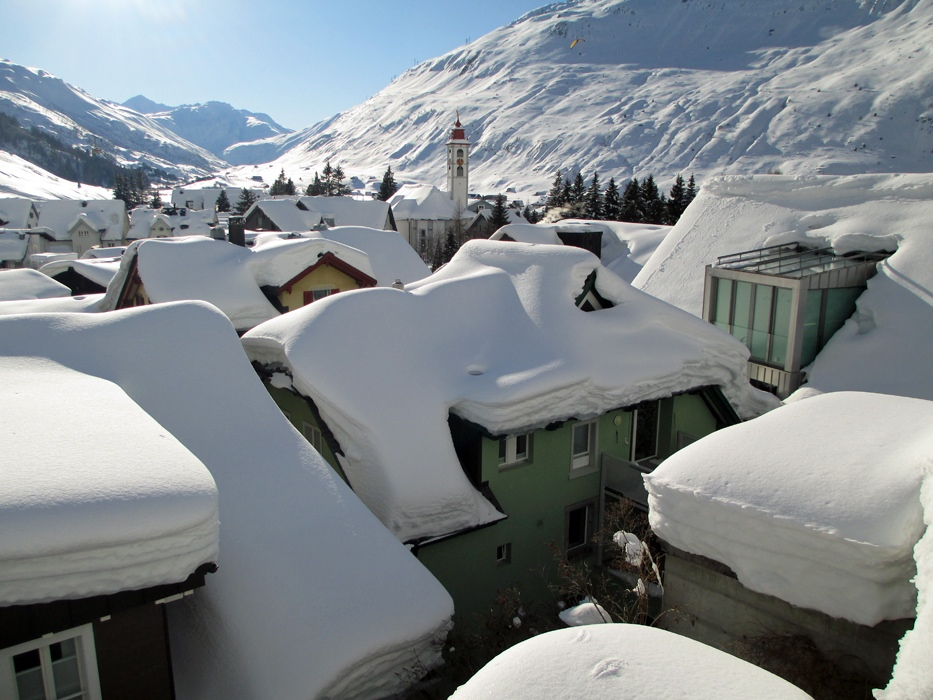
Winterliches Andermatt

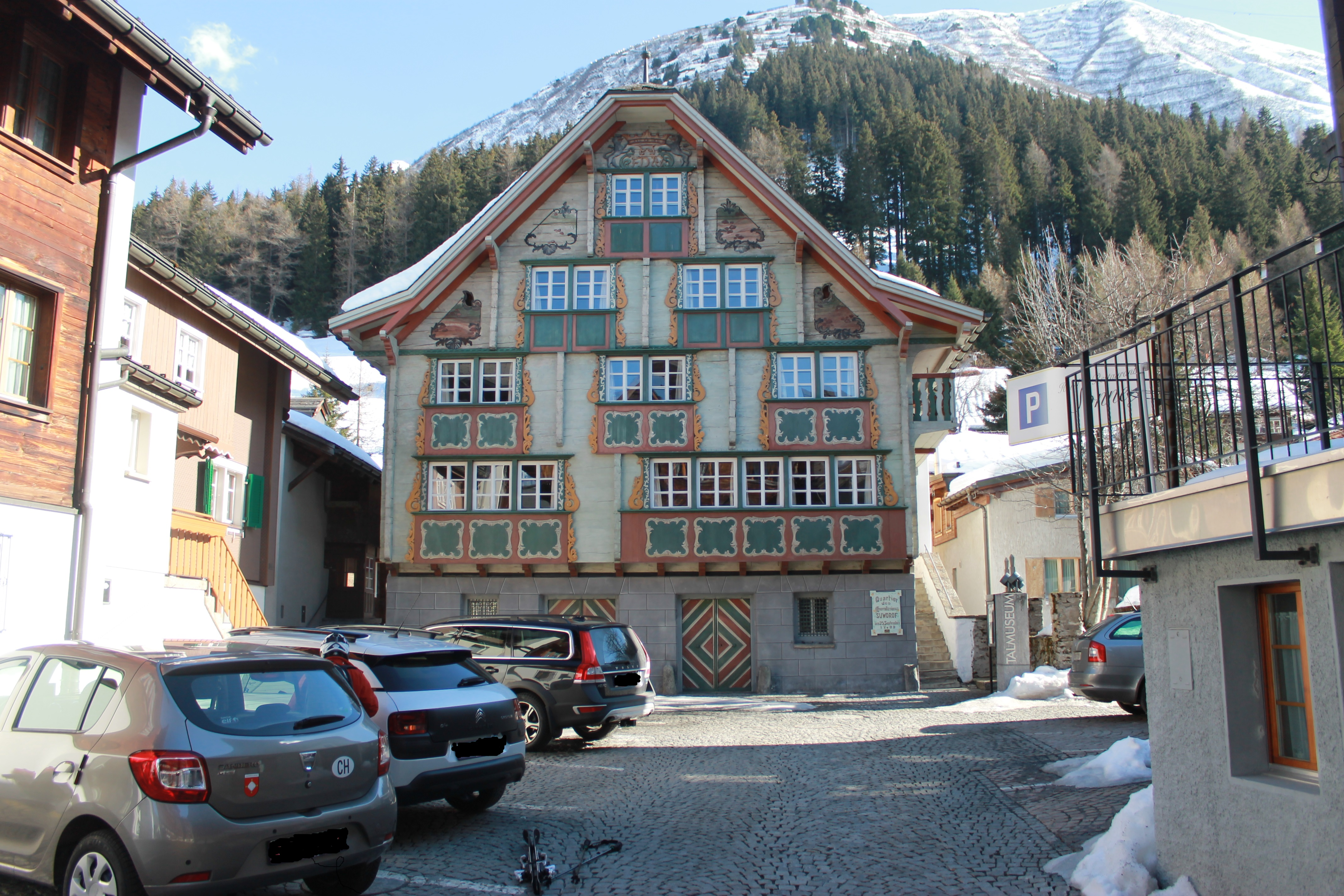
Talmuseum in Andermatt

Andermatt gehört geschichtsbedingt nicht zur Korporation Uri, sondern bildet im Urserental mit Hospental und Realp die Korporation Urseren. Im Rathaus zu Andermatt tagen noch heute die alten Geschlechter. Dort haben sie sogar ihr eigenes Gericht. Im Mai findet alljährlich die Talgemeinde in Hospental statt. Die Korporation ist Besitzerin fast aller Gewässer, Wiesen, Weiden und Berge im Tal.

## Wirtschaft
Im Jahr 2005 gab es 22 Landwirtschaftsbetriebe, die 51 Stellen boten. Industrie und Gewerbe beschäftigten in 13 Arbeitsstätten 90, der Dienstleistungsbereich in 78 Betrieben 599 Personen (Beschäftigung auf Vollzeitstellen umgerechnet). Die Volkszählung 2000 ergab 25 Landwirtschafts- und Forstbetriebe mit 61 Beschäftigten. Die Betriebszählung 2001 kam auf 12 Industrie- und Gewerbebetriebe mit 91 und 83 Dienstleistungsunternehmen mit 609 Beschäftigten.
Von den im Jahr 2000 660 erwerbstätigen Personen Andermatts arbeiteten 560 (84,85 %) in der eigenen Gemeinde. Insgesamt bot der Ort 780 Leuten Arbeitsplätze an, von denen 560 (71,79 %) Einheimische waren.

### Wegpendler
Die 100 Wegpendler verrichten ihre Arbeit grösstenteils in anderen Gemeinden des Kantons Uri. Darunter 14 Personen in Altdorf, 12 in Göschenen, 11 in Erstfeld, 9 in Schattdorf, 7 in Hospental und 6 in Realp.

### Zupendler
Es gab 220 Zupendler. Diese kamen hauptsächlich aus Hospental (44 Personen), Göschenen (30), Realp (25), Silenen (22), Altdorf (17) und Erstfeld (14).

## Sehenswürdigkeiten
- Pfarrkirche St. Peter und Paul mit Friedhof
- Talmuseum Ursern: Patrizierbau von 1786. Diente 1799 dem russischen Feldmarschall Suworow als Hauptquartier («Suworow-Haus»). Museum der Talgeschichte, Wohnkultur, Alpwirtschaft, des Säumerwesen und des Tourismus
- Teufelsbrücke im Schöllenental: Errichtet 1828/1830 anstelle der 1303 urkundlich erwähnten «Stiebenden Brücke», der sagenumwobenen ersten Brücke über die Reuss im wilden Schöllenental
- Suworow-Denkmal («Russendenkmal»): Errichtet 1898 in der Nähe der damals umkämpften Teufelsbrücke zur Erinnerung an Suworows Alpenfeldzug gegen die Franzosen im September 1799 und an die Gefallenen
- Wallfahrtskirche Maria Hilf

### Tourismus

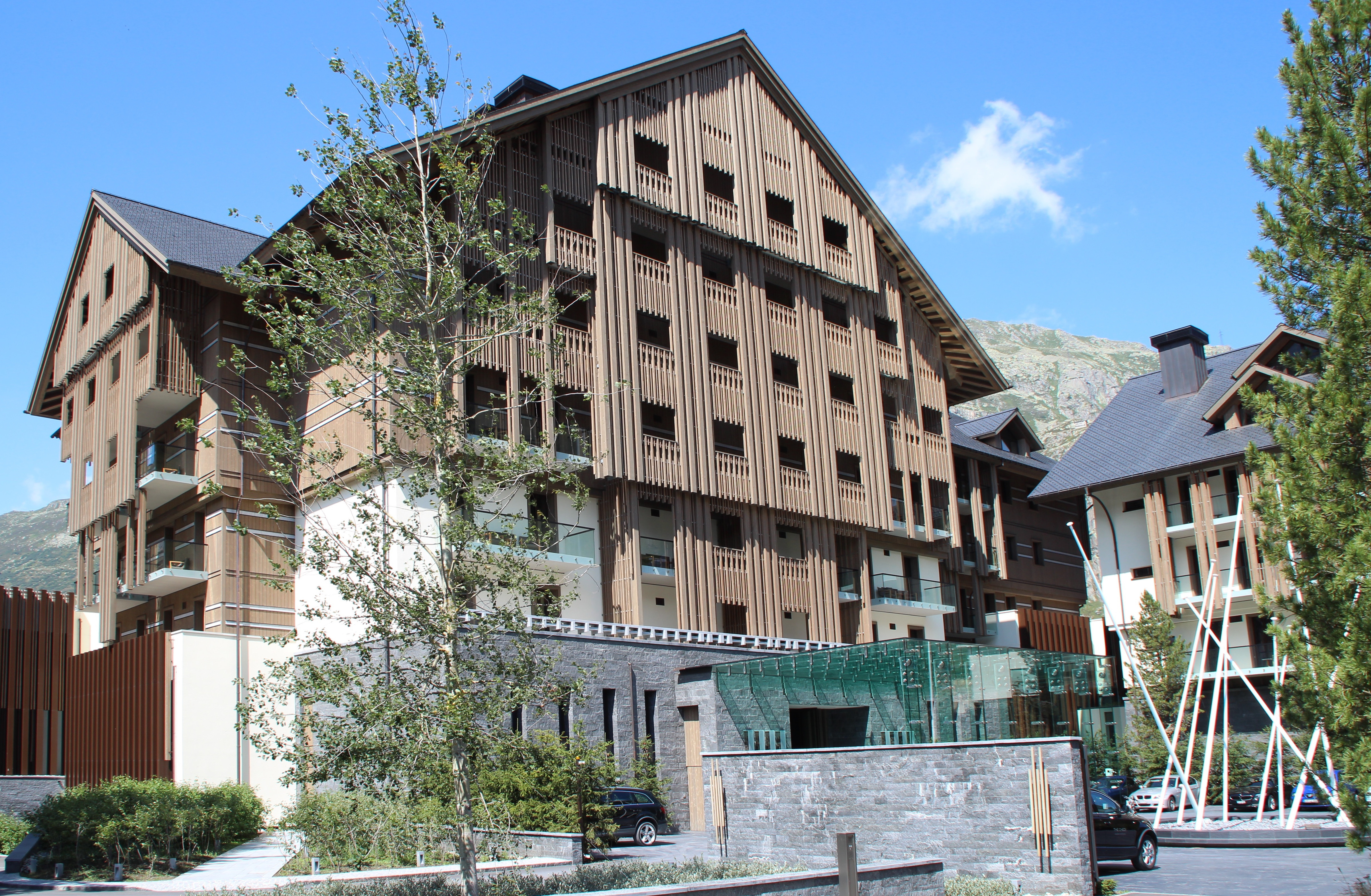
The Chedi Andermatt

Das Logo für Öffentlichkeitsarbeit der «Skiarena Andermatt/Sedrun»

Andermatt ist ein Wintersportgebiet und ein Kurort. Das Skigebiet am Gemsstock (2963 m) wird von einer Seilbahn und einigen kleineren Anlagen erschlossen und ist ein bekanntes Zentrum des Freeridens. Als Tourismusgebiet bedient Andermatt vor allem das höhere Marktsegment.
Mit dem Tourismusprojekt Andermatt Swiss Alps des ägyptischen Multimilliardärs und Investors Samih Sawiris hofft man auf eine starke touristische Entwicklung. Mit seiner Firma Orascom Hotels and Development baut Sawiris in Andermatt auf einer Fläche von 1,46 Quadratkilometern ein Tourismusresort mit mehreren Hotels, 42 Apartmenthäusern, 25 Villen, einem Sport- und Freizeitzentrum mit Eissporthalle und Hallenbad, einer Konzert- und Kongresshalle, einem 18-Loch-Golfplatz und Geschäften. Der Bundesrat als Besitzer des Waffenplatzgeländes, die Urner Regierung und die Gemeinde Andermatt stimmten dem Projekt zu.
Für die Planung und Realisierung gründete Sawiris 2007 die Andermatt Alpine Destination Company AADC. Der Spatenstich fand am 26. September 2009 statt. Am 31. August 2010 fand die Grundsteinlegung statt. Im Dezember 2013 nahm das Hotel The Chedi Andermatt seinen Betrieb auf und fünf Jahre später ebenfalls im Dezember das Radisson Blu Hotel Reussen, das zur Hotelgruppe Radisson Blu gehört.
Zwei Skigebiete wurden zur Skiarena Andermatt/Sedrun vereint.
Andermatt Konzerthalle
Die Andermatt Konzerthalle wurde zum ersten eigens dafür errichteten Kunstveranstaltungsort in einem Alpendorf und ist die höchstgelegene Konzerthalle der Schweiz. Die in London ansässige Architektin Christina Seilern hat die Halle entworfen. Die Andermatt Konzerthalle wurde 2019 mit einem Konzert der Berliner Philharmoniker eingeweiht. Die Konzerthalle wurde mit mehreren Preisen ausgezeichnet, darunter 2022 von der Jury des Architizer-Wettbewerbs als Gewinnerin der Kategorie 'Kultursäle/Theater'.
Andermatt Music ist der musikalische Hauptveranstalter dieser Konzerthalle (für klassische Musik). Den Konzertbetrieb von Andermatt Music mit rund 20 Konzerten pro Saison verantwortet seit 2022 die Schweizer Dirigentin und Musikwissenschaftlerin Lena-Lisa Wüstendörfer. Gleichzeitig erhielt die Andermatt Konzerthalle mit dem von ihr geleiteten Swiss Orchestra erstmals ein Residenzorchester.

### Waffenplatz
Die Gemeinde ist Standort des Waffenplatzes Andermatt der Schweizer Armee. Zu diesem gehört auch das Kompetenzzentrum Gebirgsdienst der Armee (Komp Zen Geb D A). 
In diesem werden die Gebirgsspezialisten (Geb Spez) ausgebildet.
Das eidgenössische Festungsgebiet Gotthard, auch Zitadelle Andermatt genannt (z. B. das Fort Bühl mit diversen Artillerie-, Infanteriewerken, Flankiergalerien und Kasernen), ist nach und nach gebaut und modernisiert worden, um die dortigen Alpenpässe verteidigen bzw. blockieren zu können.

## Verkehr
Die Gemeinde wird durch den Bahnhof Andermatt der Matterhorn-Gotthard-Bahn erschlossen. Strecken führen von dort nach Disentis, Göschenen und Zermatt.

## Sonstiges

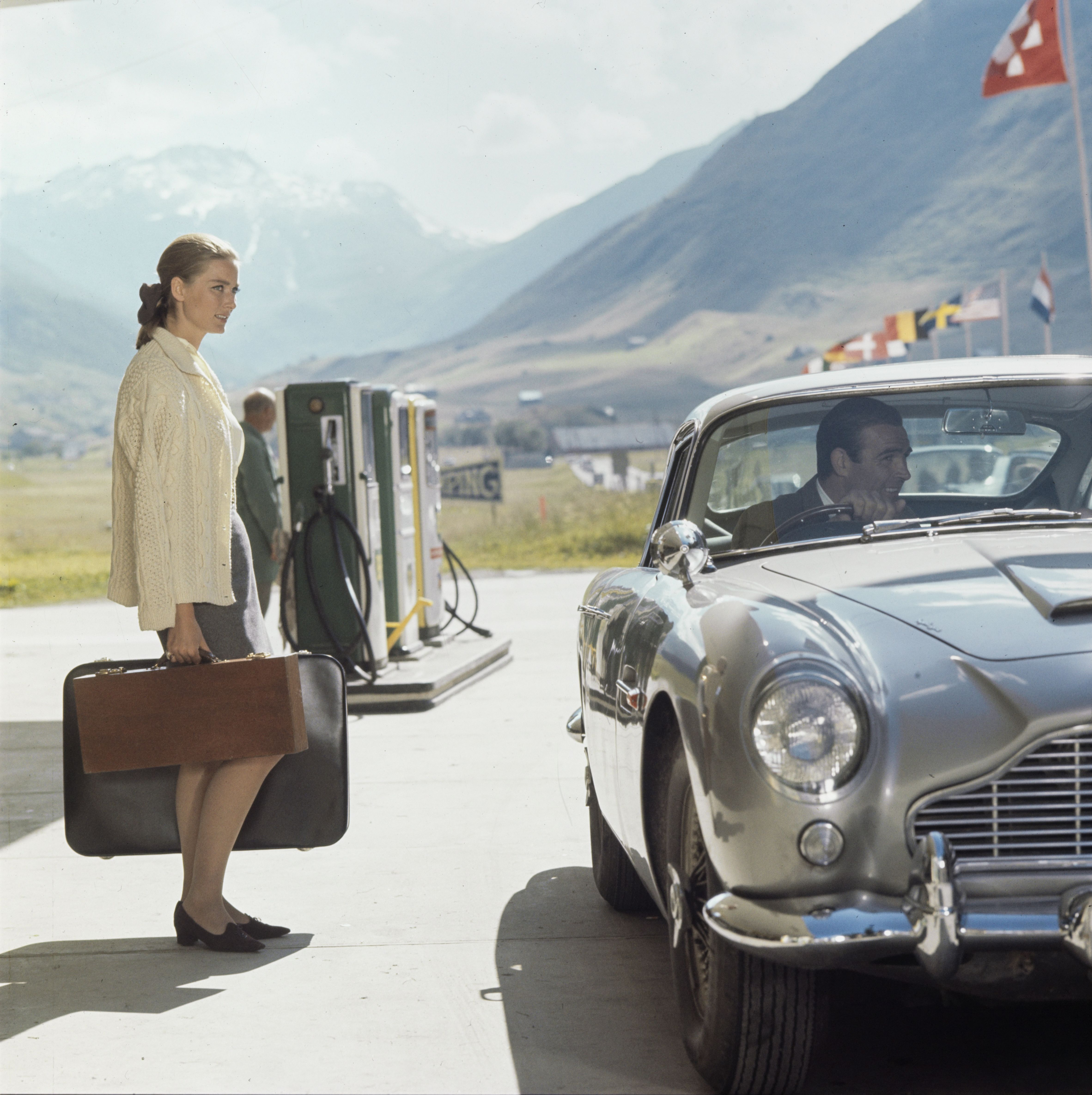
Sean Connery als James Bond im Aston Martin DB5 und Tania Mallet als Tilly Masterson in «007 - Goldfinger» bei Dreharbeiten an der Tankstelle «Aurora» in Andermatt (1963)

Bekannt ist Andermatt für seinen charakteristischen Bannwald oberhalb des Dorfes, der seit Jahrhunderten streng geschützt ist und den Ort vor Lawinen bewahrt.
Es besteht eine Städtepartnerschaft mit der russischen Stadt Taldom.
Im Jahr 1963 wurde an einer Tankstelle bei Andermatt eine Szene des James-Bond-Films Goldfinger gedreht. In der Umgebung entstanden auch die Szenen, in denen Goldfinger in seinem Rolls-Royce Phantom III verfolgt wird.
In Andermatt werden Yaks gehalten (Herden, im Sommer auf Alpweiden).